# Meervoudig kiesdistrict

Bij de Belgische verkiezingen van 2019 werden er 150 zetels verdeeld over 11 kiesdistricten, die elk 4 tot 24 zetels te verdelen hadden. Dit leidde tot een vertegenwoordiging van 12 partijen in het federale parlement.

Een meervoudig kiesdistrict is een kieskring waarin meerdere vertegenwoordigers worden gekozen om zitting te nemen in een wetgevend orgaan. Dit staat in contrast met enkelvoudige kiesdistricten, waarin slechts één vertegenwoordiger per district wordt gekozen. 
Meervoudige kiesdistricten worden vaak gebruikt in kiessystemen met evenredige vertegenwoordiging wat ook wel een meervoudig of modern districtenstelsel genoemd wordt. Dit heeft als doel om de diversiteit aan politieke voorkeuren binnen een kiesdistrict te weerspiegelen terwijl tegelijkertijd een directe band tussen kiezers en gekozenen behouden blijft.
Om recht te doen aan de landelijke verkiezingsuitslag maken sommige landen gebruik van vereffeningszetels. Daarnaast wordt de methode van dubbelevenredige zetelverdeling in Zwitserse kantons gebruikt om evenredigheid op meerdere niveaus te benaderen.

## Gebruik

Het kiesstelsel van Noorwegen bestaat uit 19 provincies die fungeren als meervoudige kiesdistricten.

Meervoudige kiesdistricten worden toegepast in verschillende landen en contexten, zoals bij parlementsverkiezingen, lokale verkiezingen of bij Europese verkiezingen. Voorbeelden van landen die gebruikmaken van meervoudige kiesdistricten zijn onder andere België en Noorwegen (waar provincies fungeren als meervoudige kiesdistricten). Een meervoudig districtenstelsel is een kiesstelsel waarbij een land wordt opgedeeld in meervoudige kiesdistricten die elk meerdere zetels te verdelen hebben. In dit systeem kunnen meerdere partijen zetels winnen binnen een kieskring, wat leidt tot een evenwichtigere afspiegeling van de stemmen dan bij een enkelvoudig districtenstelsel, waar slechts één zetel per kieskring wordt toegewezen. Meervoudige kiesdistricten worden vaak toegepast in landen met evenredige vertegenwoordiging waarbij provincies als kieskringen worden gedefinieerd. Binnen elk kiesdistrict worden de zetels doorgaans evenredig verdeeld op basis van het aantal stemmen dat partijen ontvangen, wat ervoor zorgt dat de zetelverdeling zo nauwkeurig mogelijk overeenkomt met de stemverdeling binnen dat district.
Om de zetel-stemverhouding op nationaal niveau te corrigeren, worden vaak vereffeningszetels gebruikt. Een andere methode die evenredigheid garandeert is de dubbelevenredige zetelverdeling. Deze compensatiemechanismes streven ernaar om de politieke voorkeuren van zowel individuele regio's als de gehele bevolking zo nauwkeurig mogelijk weer te geven, en draagt zo bij aan een evenwichtigere en rechtvaardigere vertegenwoordiging in het parlement.

## Kenmerken
- Aantal zetels: In een meervoudig kiesdistrict worden twee of meer zetels toegewezen. Het aantal zetels per district kan variëren, afhankelijk van de grootte van het district en de regels van het kiesstelsel.

- Kiesstelsels: Meervoudige kiesdistricten worden vaak gecombineerd met kiesstelsels zoals evenredige vertegenwoordiging of met systemen van enkelvoudige overdraagbare stem zoals in Ierland. Deze stelsels zijn bedoeld om een eerlijkere en representatievere verdeling van de zetels te bereiken in verhouding tot de stemmen die door de kiezers zijn uitgebracht.
- Voordelen: Meervoudige kiesdistricten kunnen leiden tot een diverse en representatieve samenstelling van het parlement, omdat het minder waarschijnlijk is dat een enkele partij alle zetels in een district wint. Dit kan zorgen voor een betere afspiegeling van de verschillende meningen binnen het electoraat.
- Nadelen: Een nadeel van meervoudige kiesdistricten is dat ze soms complexe stem- en telmethoden vereisen, wat de transparantie en begrijpelijkheid voor kiezers kan verminderen. Daarnaast kunnen grotere kiesdistricten leiden tot een lossere band tussen kiezers en gekozen vertegenwoordigers.

## Zetelverdeling
De zetelverdeling bij meervoudige kiesdistricten binnen een gebied kan op verschillende manieren worden berekend. Dit proces bepaalt hoe zetels in een wetgevend orgaan worden toegewezen aan verschillende kiesdistricten op basis van specifieke criteria, zoals het aantal inwoners, de oppervlakte van het district, de opkomst bij verkiezingen, en soms combinaties hiervan. Hieronder worden vier veelvoorkomende berekeningswijzen toegelicht:

Bij Deense verkiezingen worden de zetels over de kieskringen verdeeld aan de hand van inwoners, oppervlakte en opkomst. Daarnaast maakt het land gebruik van vereffeningszetels die evenredig over de kiesdistricten herverdeeld worden na de verkiezingsuitslag.

### Inwoners
Bij deze methode worden zetels verdeeld op basis van het aantal inwoners per kiesdistrict. Deze aanpak vormt de basis van zetelverdeling. Het doel is om de zetels evenredig te verdelen volgens de bevolkingsgrootte van elk district, wat betekent dat meer bevolkte districten meer zetels krijgen. Dit systeem streeft naar directe proportionaliteit tussen het aantal inwoners en het aantal zetels, wat leidt tot een representatie die nauwkeurig de bevolkingsverdeling weerspiegelt.

### Oppervlak
Deze methode combineert zowel het aantal inwoners als de geografische grootte van het kiesdistrict. Noorwegen (1,8 punten per km²) en Denemarken (20 punten per km²) maken gebruik van deze benadering. Hierbij worden districten niet alleen beloond voor hun bevolkingsgrootte, maar ook voor hun oppervlakte, wat vooral van belang kan zijn in landen met grote rurale gebieden. Deze methode houdt rekening met de uitdagingen van het vertegenwoordigen van uitgestrekte gebieden met een lagere bevolkingsdichtheid.

### Opkomst
Een derde variant voegt nog een extra dimensie toe door ook rekening te houden met de opkomst bij verkiezingen. Dit betekent dat naast het aantal inwoners en de geografische omvang, ook de mate van politieke participatie (in de vorm van opkomst) invloed heeft op de zetelverdeling. Dit systeem wordt in Denemarken ingezet om hoge opkomst te stimuleren, omdat districten met een hogere opkomst mogelijk meer zetels kunnen verkrijgen.

In Spanje wordt de districtsgrootte bepaald door een vast aantal van 2 zetels plus een proportioneel aantal dat afhankelijk is van het aantal inwoners.

### Degressieve evenredigheid
Bij degressieve evenredigheid krijgen minder bevolkte districten relatief meer zetels dan wat strikt proportioneel zou zijn op basis van inwonersaantallen. Dit gebeurt bijvoorbeeld door elk kiesdistrict een vast aantal zetels toe te bedelen naast een proportioneel deel.
Deze methode wordt toegepast in het Europees Parlement en het Kiescollege van de Verenigde Staten, waarbij de belangen van minder bevolkte regio's of lidstaten worden beschermd door hen disproportioneel meer zetels toe te kennen. Dit zorgt voor een balans tussen bevolkingsgrootte en het principe van gelijke vertegenwoordiging voor elk deelgebied, ongeacht de bevolkingsomvang.